# 東京都道200号柚木二俣尾線

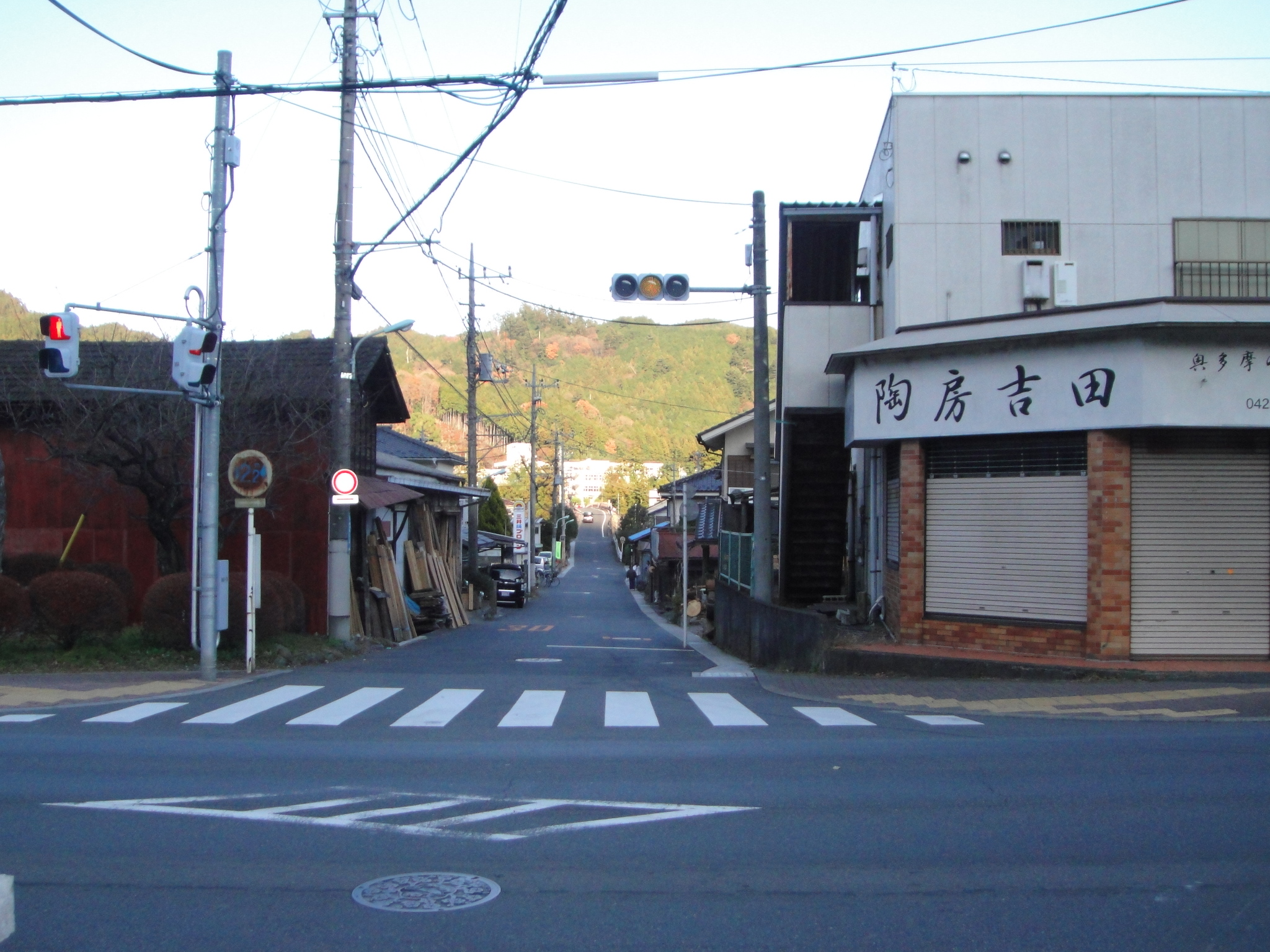
起点の奥多摩橋南交差点

東京都道200号柚木二俣尾線（とうきょうとどう200ごう ゆぎふたまたおせん）は、東京都青梅市を起点・終点とする一般都道。都道199号と同様、多摩川の両岸を並走する都道45号（吉野街道）と国道411号（青梅街道）をつなぐルートのひとつである。

## 概要

### 路線データ
- 総延長：678 m
- 起点：青梅市柚木町 奥多摩橋南交差点（東京都道45号奥多摩青梅線接続）
- 終点：青梅市二俣尾 信号無交差点（国道411号接続）

## 路線状況

### 主要構造物
- 奥多摩橋（多摩川）

### 沿道状況
都道45号（古里駅・八王子方面）から北へ進路を伸ばし国道411号（甲府・新宿方面）と接続し終点を迎える。国道411号との交差点には信号機はない。

## 地理

### 通過する自治体
- 東京都
  - 青梅市

### 交差する道路
- 東京都道45号奥多摩青梅線（奥多摩橋南交差点）
- 国道411号（信号無交差点 二俣尾）

### 周辺の施設
- 青梅市立第六小学校
- 青梅線 二俣尾駅